# Cupidesthes minor
Cupidesthes minor är en fjärilsart som beskrevs av James John Joicey och Talbot 1921. Cupidesthes minor ingår i släktet Cupidesthes och familjen juvelvingar. Inga underarter finns listade i Catalogue of Life.